# Henriette Brandis
Henriette Brandis (født i 1819 i København, døde i 1874) var forfatter og debuterede sent med Triumf i 1870.
Dernæst fulgte Lys og skygge i 1871, samt Gamle Jomfru Trægaards Erindringer i 1874.